# الجزير (فرع العدين)

تعديل مصدري - تعديل

الجزير محلة تابعة لقرية الغارب، التابعة لعزلة الاهمول بمديرية فرع العدين إحدى مديريات محافظة إب في الجمهورية اليمنية، بلغ تعداد سكانها 280 حسب تعداد اليمن لعام 2004.